# Nicklaus Perbix
Nicklaus Perbix, dit Nick Perbix (né le 15 juin 1998 à Elk River, État du Minnesota) est un joueur professionnel américain de hockey sur glace. Il évolue au poste de défenseur.

## Biographie

### Carrière en club
Perbix est choisi au sixième tour, en 169e position par le Lightning de Tampa Bay lors du repêchage d'entrée dans la LNH 2017. En 2017-2018, il joue une saison en junior avec les Lancers d'Omaha dans l'USHL. De 2018 à 2022, il poursuit un cursus universitaire à l'Université d'État de Saint Cloud. Il évolue quatre saisons avec les Huskies dans le championnat NCAA. En 2022, il passe professionnel avec le Crunch de Syracuse dans la Ligue américaine de hockey. Le 18 octobre 2022, il joue son premier match dans la Ligue nationale de hockey avec le Lightning de Tampa Bay face aux Flyers de Philadelphie. Le 26 octobre 2022, il enregistre son premier point, une assistance chez les Ducks d'Anaheim. Il marque son premier but face aux Sabres de Buffalo le 5 novembre 2022.

### Carrière internationale
Il représente les États-Unis au niveau international. Il prend part aux sélections jeunes. Il est sélectionné pour les Jeux olympiques de 2022.

## Statistiques

### En club
| Saison     | Équipe                 | Ligue      |     | Saison régulière | Saison régulière | Saison régulière | Saison régulière | Saison régulière |   | Séries éliminatoires | Séries éliminatoires | Séries éliminatoires | Séries éliminatoires | Séries éliminatoires |
| Saison     | Équipe                 | Ligue      | PJ  | B                | A                | Pts              | Pun              | PJ               | B | A                    | Pts                  | Pun                  |                      |                      |
| 2017-2018  | Lancers d'Omaha        | USHL       | 56  | 4                | 25               | 29               | 38               | 4                | 0 | 2                    | 2                    | 14                   |                      |                      |
| 2018-2019  | Huskies de Saint Cloud | NCHC       | 39  | 5                | 15               | 20               | 16               | -                | - | -                    | -                    | -                    |                      |                      |
| 2019-2020  | Huskies de Saint Cloud | NCHC       | 34  | 4                | 11               | 15               | 25               | -                | - | -                    | -                    | -                    |                      |                      |
| 2020-2021  | Huskies de Saint Cloud | NCHC       | 31  | 7                | 16               | 23               | 16               | -                | - | -                    | -                    | -                    |                      |                      |
| 2021-2022  | Huskies de Saint Cloud | NCHC       | 31  | 6                | 25               | 31               | 14               | -                | - | -                    | -                    | -                    |                      |                      |
| 2021-2022  | Crunch de Syracuse     | LAH        | 12  | 2                | 6                | 8                | 2                | 5                | 0 | 1                    | 1                    | 0                    |                      |                      |
| 2022-2023  | Crunch de Syracuse     | LAH        | 2   | 0                | 0                | 0                | 0                | -                | - | -                    | -                    | -                    |                      |                      |
| 2022-2023  | Lightning de Tampa Bay | LNH        | 69  | 5                | 15               | 20               | 22               | 6                | 0 | 3                    | 3                    | 0                    |                      |                      |
| 2023-2024  | Lightning de Tampa Bay | LNH        | 77  | 2                | 22               | 24               | 10               | 2                | 0 | 0                    | 0                    | 2                    |                      |                      |
| Totaux LNH | Totaux LNH             | Totaux LNH | 146 | 7                | 37               | 44               | 32               | 8                | 0 | 3                    | 3                    | 2                    |                      |                      |

### En équipe nationale
| Année | Compétition          |    | PJ | B | A | Pts | Pun | +/-             |  | Résultat |
| 2022  | Jeux olympiques      | 4  | 0  | 1 | 1 | 0   | +3  | Cinquième place |  |          |
| 2023  | Championnat du monde | 10 | 2  | 2 | 4 | 2   | +10 | Quatrième place |  |          |